# Alexandra Jegorowna Makowskaja

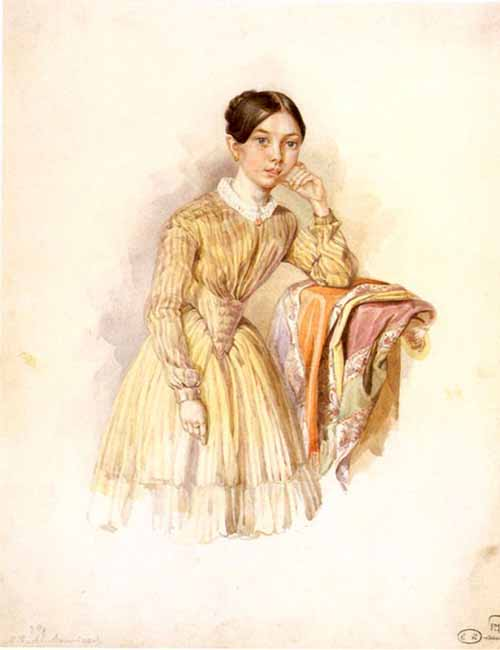
Alexandra Jegorowna Makowskaja (vielleicht A. P. Brjullow)

Alexandra Jegorowna Makowskaja (russisch Александра Егоровна Маковская; * 1837 in Moskau; † 1915 in St. Petersburg) war eine russische Malerin.

## Leben
Makowskaja war das zweitälteste Kind des Kunstsammlers Jegor Makowski (1802–1886), der mit anderen die Moskauer Hochschule für Malerei, Bildhauerei und Architektur gründete. Die Mutter Ljubow Kornilowna geborene Mollenhauser (1800–1893), Tochter eines preußischen Musikinstrumentenfabrikanten aus Pommern war Sopranistin bei den häuslichen Musikabenden. Makowskajas jüngere Brüder Konstantin, Nikolai und Wladimir wurden ebenfalls Maler, während ihre ältere Schwester Marija Schauspielerin wurde.
Makowskaja begann erst in den 1860er Jahren mit der Malerei, indem sie bei ihren Brüdern Wladimir und Konstantin studierte. Nach der Scheidung der Eltern lebte sie mit der Mutter in St. Petersburg und blieb unverheiratet. Ihre Bilder zeigte sie auf Ausstellungen der Kaiserlichen Akademie der Künste (1866–1868), der Gesellschaft zur Förderung der Künste (1867), der Peredwischniki (1878–1893), der Moskauer Gesellschaft der Kunstliebhaber (1881–1896), der Gesellschaft der Russischen Aquarellisten (1888–1889) und der Kunstwelt (1902). Ihre Werke befinden sich in der Tretjakow-Galerie und in vielen anderen Museums- und Privatsammlungen. In der Tretjakow-Galerie gab es 1997 eine Familie-Makowski-Ausstellung.

## Werke

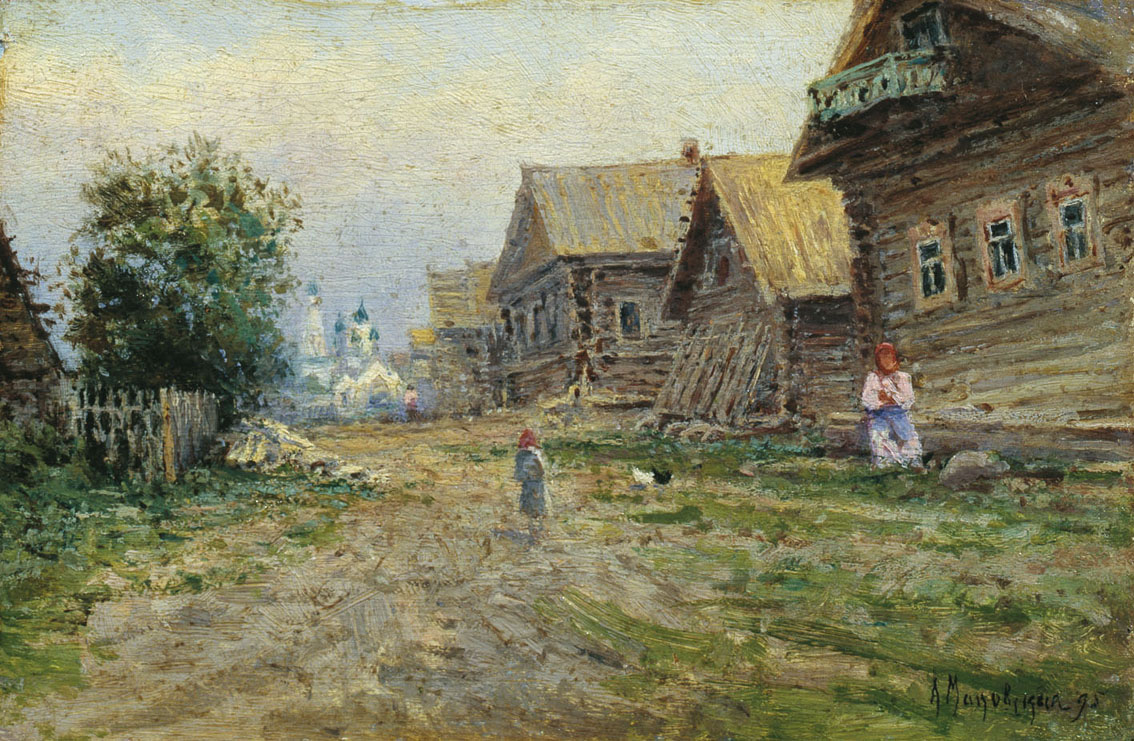
Ein Dorf
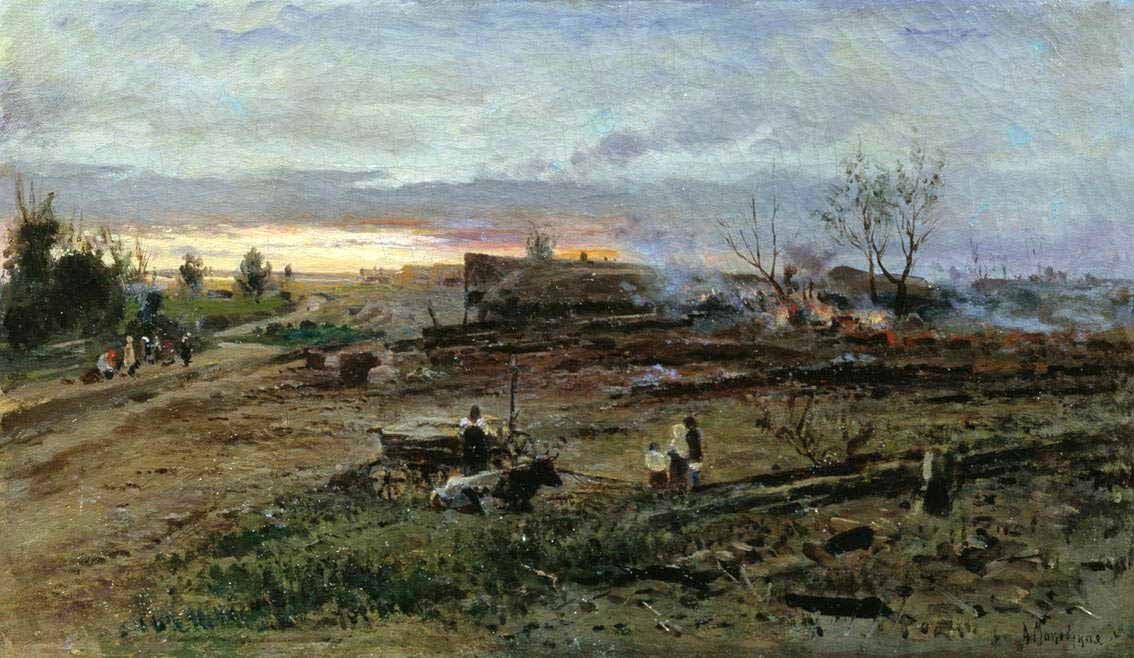
Feuer im Dorf
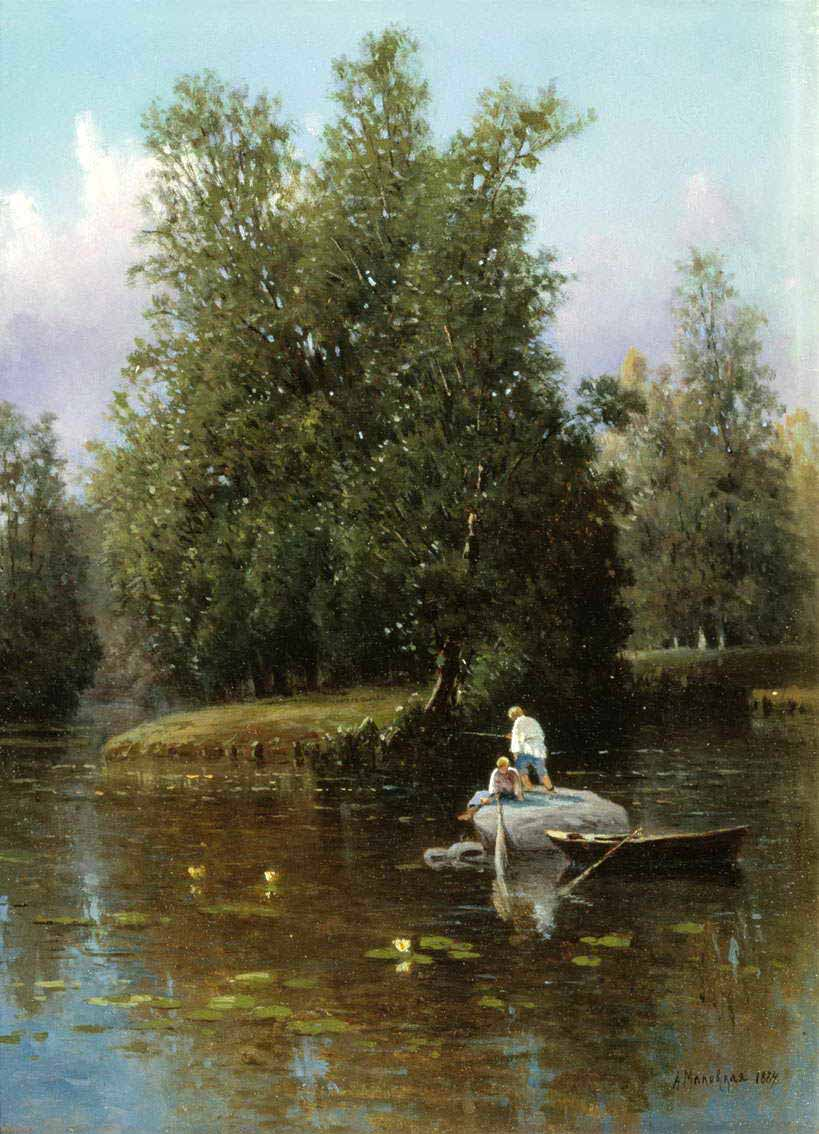
Szene bei St. Petersburg (1884)
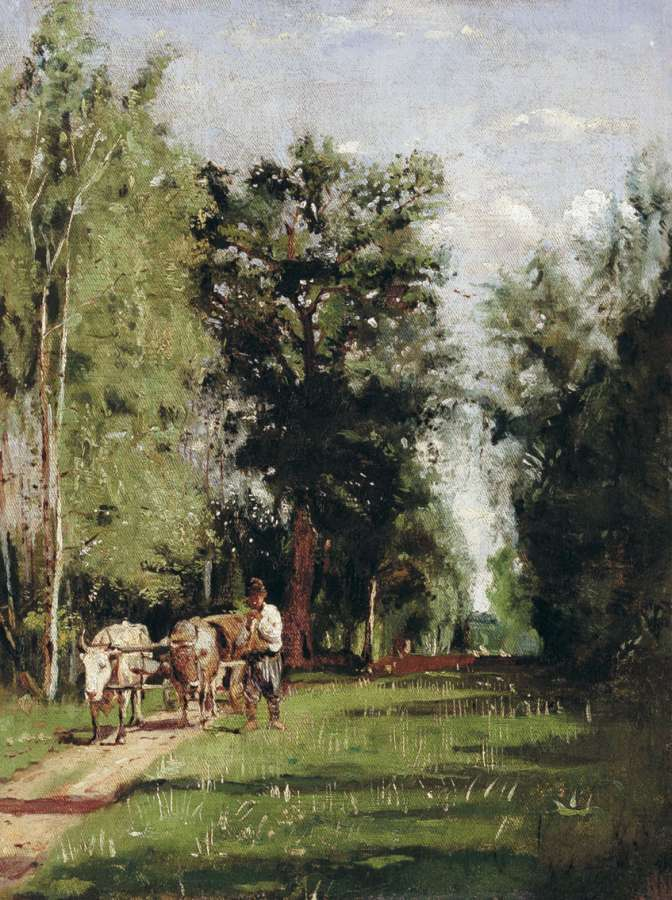
Landschaft mit Wasserwagen (1885)
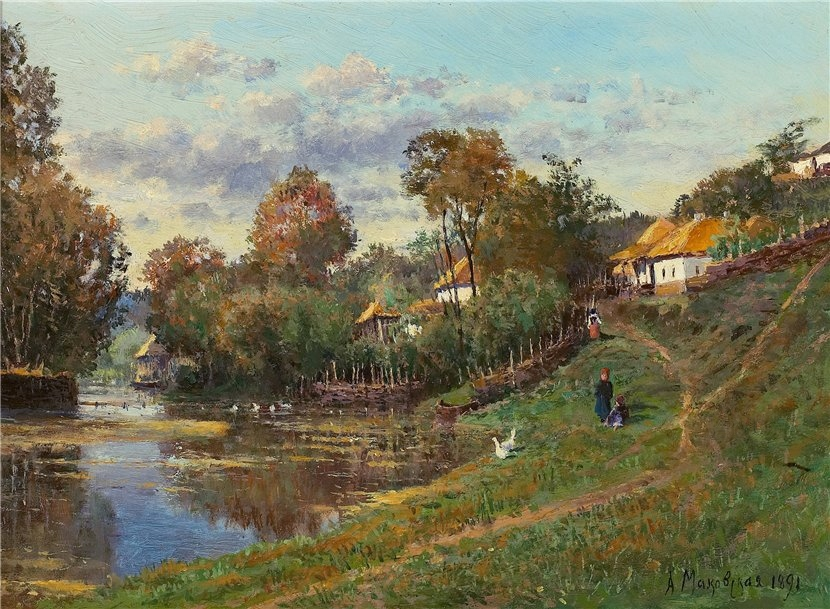
Kleinrussischer Anblick (1891)